# Slawische Universität Baku
Die Slawische Universität Baku (aserbaidschanisch Bakı Slavyan Universiteti; russisch Бакинский славянский университет) ist eine Universität in der aserbaidschanischen Hauptstadt Baku. Sie hat sich auf die Lehre der slawischen Sprachen spezialisiert, insbesondere der russischen Sprache.

## Geschichte

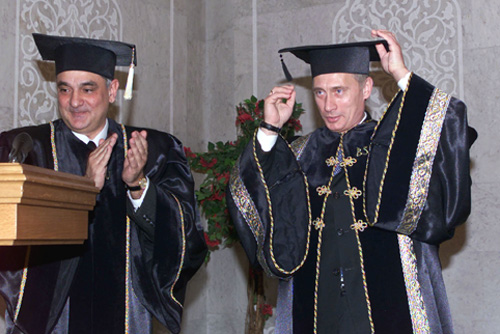
Wladimir Putin bei der Verleihung seines Ehrendoktors in der Slawischen Universität Baku im Januar 2001

Die Universität entstand auf Initiative des aserbaidschanischen Präsidenten Heydər Əliyev im Jahr 2000 aus dem ehemaligen „Pädagogischen Institut für Russische Sprache und Literatur“, das bereits 1945 gegründet wurde. Während der Zeit der Sowjetunion wurden dort hauptsächlich Russischlehrer ausgebildet. Seit der Umfirmierung in Slawische Universität Baku können dort auch andere slawische Sprachen, wie etwa Polnisch oder Tschechisch studiert werden, und es wurden weitere Fakultäten, wie etwa die journalistische Fakultät, eingerichtet.

## Fakultäten
- Fakultät für Internationale Beziehungen und regionale Studien
- Fakultät für Übersetzungen
- Pädagogische Fakultät
- Philologische Fakultät
- Journalistische Fakultät
- Fakultät für berufliche Weiterbildung
- Fakultät für Kreativität